# Claudia Kim
Kim Soo-hyun, amb nom anglès Claudia Kim, és una actriu i model sud-coreana. Segons conta ella, quan tenia cinc anys es mudà a Nova Jersey, on va viure uns sis anys. L'altre nom que ha tingut és Yoo Ri El.
Es va graduar a la Universitat Ewha Womans.
Va començar la seua carrera quan, sota el nom de Yoo Ri El, va guanyar el primer lloc en una competició xinesa i coreana de supermodels feta el 2005. Va formar part de la plantilla d'actors de The Avengers 2 per dominar l'idioma anglès. Amb aquesta pel·lícula aconseguí notorietat. La triaren per la sèrie de Marco Polo a partir del director d'escolliment que la va conèixer en l'audició d'una pel·lícula de la sèrie de pel·lícules Fast and Furious.
El 2014 va passar a formar part de l'agència caçatalents United Talent Agency.
El febrer de 2015 va participar com a model a la companya de la marca de maquillatge Bobbi Brown.

## Referències

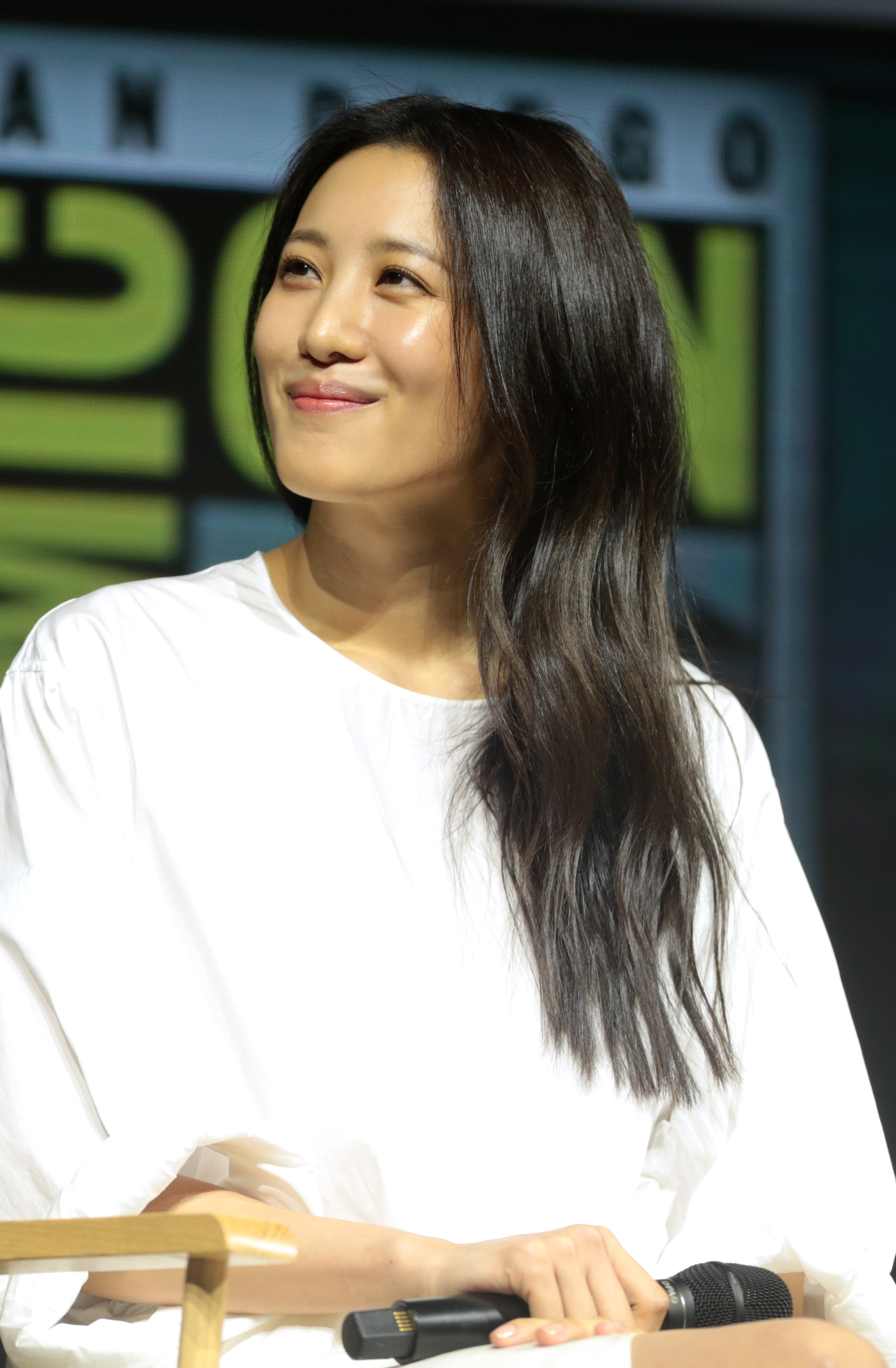

## Filmografia
| Any  | Títol                                      | Tipus              | Paper                       |
| ---- | ------------------------------------------ | ------------------ | --------------------------- |
|      | Level-7 Civil Servant                      | Sèrie de televisió |                             |
|      | Standby                                    | Sèrie de televisió |                             |
|      | The Fugitive: Plan B                       | Sèrie de televisió | Secretària de Daniel Henney |
|      | Brain                                      | Sèrie de televisió | Jang Yoo Jin                |
| 2015 | The Avengers: Age of Ultron                | Pel·lícula         | Dr. Helen Cho               |
| 2015 | Equals                                     | Pel·lícula         |                             |
| 2014 | Marco Polo                                 | Sèrie de televisió | Khutulun                    |
| 2017 | The Dark Tower                             | Pel·lícula         |                             |
| 2018 | Fantastic beasts the Crimes of Grindelwald | Pel·lícula         | Nagini                      |